# Alexandre Dianine
Alexandre Pavlovitch Dianine (en russe : Александр Павлович Дианин) était un chimiste russe. Il est né le 8 avril 1851 (20 avril dans le calendrier grégorien) à Davydovo et mort le 6 décembre 1918 à Petrograd. Il a découvert le bisphénol A et le composé de Dianine (en). Son beau-père était le chimiste Alexandre Borodine.